# Élections législatives de 1993 dans les Alpes-Maritimes
Les élections législatives françaises de 1993 se déroulent les 21 et 28 mars 1993. Dans le département des Alpes-Maritimes, neuf députés sont à élire dans le cadre de neuf circonscriptions.

## Élus
| Circonscription | Député sortant    | Parti | Parti     | Député élu ou réélu | Parti | Parti     |
| --------------- | ----------------- | ----- | --------- | ------------------- | ----- | --------- |
| 1re             | Charles Ehrmann   |       | UDF (PR)  | Charles Ehrmann     |       | UDF (PR)  |
| 2e              | Martine Daugreilh |       | RPR       | Christian Estrosi   |       | RPR       |
| 3e              | Rudy Salles       |       | UDF (PR)  | Rudy Salles         |       | UDF (PR)  |
| 4e              | Emmanuel Aubert   |       | RPR       | Emmanuel Aubert     |       | RPR       |
| 5e              | Christian Estrosi |       | RPR       | Gaston Franco       |       | RPR       |
| 6e              | Suzanne Sauvaigo  |       | RPR       | Suzanne Sauvaigo    |       | RPR       |
| 7e              | Pierre Merli      |       | UDF (Rad) | Pierre Merli        |       | UDF (Rad) |
| 8e              | Louise Moreau     |       | UDF (AD)  | Louise Moreau       |       | UDF (AD)  |
| 9e              | Pierre Bachelet   |       | RPR       | Pierre Bachelet     |       | RPR       |

## Positionnement des partis
Les candidats d'alliance RPR-UDF et divers droite se présentent sous la bannière de l'Union pour la France et ceux du Parti socialiste derrière l'Alliance des Français pour le Progrès. Par ailleurs, Les Verts et Génération écologie s'unissent sous l'étiquette Entente des écologistes.

## Résultats

### Résultats à l'échelle du département
| Parti          | Parti                                 | Premier tour | Premier tour | Second tour | Second tour | Sièges |
| Parti          | Parti                                 | Voix         | %            | Voix        | %           | Sièges |
| -------------- | ------------------------------------- | ------------ | ------------ | ----------- | ----------- | ------ |
|                | Rassemblement pour la République      | 94 858       | 22,09        | 124 928     | 33,21       | 5      |
|                | Union pour la démocratie française    | 77 418       | 18,03        | 109 851     | 29,20       | 4      |
|                | Divers droite                         | 22 144       | 5,16         | 19 549      | 5,20        | 0      |
|                | Union pour la France                  | 194 420      | 45,28        | 254 328     | 67,61       | 9      |
|                |                                       |              |              |             |             |        |
|                | Parti socialiste                      | 36 706       | 8,55         |             |             | 0      |
|                | Divers gauche (Maj. prés.)            | 9 152        | 2,13         | 0           |             |        |
|                | Mouvement des radicaux de gauche      | 4 432        | 1,03         | 0           |             |        |
|                | Alliance des Français pour le progrès | 50 290       | 11,71        |             |             | 0      |
|                |                                       |              |              |             |             |        |
|                | Les Verts                             | 16 483       | 3,84         |             |             | 0      |
|                | Génération écologie                   | 12 510       | 2,91         | 0           |             |        |
|                | Entente des écologistes               | 28 993       | 6,75         |             |             | 0      |
|                |                                       |              |              |             |             |        |
|                | Front national                        | 99 862       | 23,26        | 121 818     | 32,39       | 0      |
|                | Parti communiste français             | 35 401       | 8,25         |             |             | 0      |
|                | Divers écologiste dont LT-LNÉ         | 12 159       | 2,83         | 0           |             |        |
|                | Divers dont PLN                       | 4 203        | 0,98         | 0           |             |        |
|                | Extrême gauche dont LCR et SÉGA       | 2 307        | 0,54         | 0           |             |        |
|                | Extrême droite                        | 1 119        | 0,26         | 0           |             |        |
|                | Mouvement des citoyens                | 587          | 1,09         | 0           |             |        |
|                |                                       |              |              |             |             |        |
| Inscrits       | Inscrits                              | 672 162      | 100,00       | 671 587     | 100,00      | 9      |
| Abstentions    | Abstentions                           | 226 977      | 33,77        | 240 416     | 35,8        |        |
| Votants        | Votants                               | 445 185      | 66,23        | 431 171     | 64,2        |        |
| Blancs et nuls | Blancs et nuls                        | 15 844       | 3,56         | 55 025      | 12,76       |        |
| Exprimés       | Exprimés                              | 429 341      | 96,44        | 376 146     | 87,24       |        |

### Résultats par circonscription

#### Première circonscription (Nice-Sud)
| Candidat       | Candidat                      | Parti          | Premier tour | Premier tour | Second tour | Second tour |  |
| Candidat       | Candidat                      | Parti          | Voix         | %            | Voix        | %           |  |
| -------------- | ----------------------------- | -------------- | ------------ | ------------ | ----------- | ----------- |  |
|                | Charles Ehrmann sortant réélu | UDF (PR)       | 13 667       | 35,69        | 21 491      | 62,09       |  |
|                | Jean-Pierre Gost              | FN             | 10 071       | 26,30        | 13 120      | 37,91       |  |
|                | Charles Caressa               | PCF            | 4 572        | 11,94        |             |             |  |
|                | Joseph Ciccolini              | MRG (ADFP)     | 4 432        | 11,57        |             |             |  |
|                | Ghislain Nicaise              | GÉ (EÉ)        | 2 242        | 5,85         |             |             |  |
|                | Michèle Beaune                | LT-LNÉ         | 1 096        | 2,86         |             |             |  |
|                | Jean-Marc Governatori         | Divers droite  | 1 030        | 2,69         |             |             |  |
|                | Joël Cristofari               | SÉGA           | 549          | 1,43         |             |             |  |
|                | Benoit Anne                   | Divers droite  | 312          | 0,81         |             |             |  |
|                | Pierre Ducher                 | AP             | 129          | 0,34         |             |             |  |
|                | Yannick Gautier               | PLN            | 122          | 0,32         |             |             |  |
|                | Mathis Bortner                | Extrême droite | 74           | 0,19         |             |             |  |
|                |                               |                |              |              |             |             |  |
| Inscrits       | Inscrits                      | Inscrits       | 64 230       | 100,00       | 64 240      | 100,00      |  |
| Abstentions    | Abstentions                   | Abstentions    | 24 552       | 38,23        | 25 190      | 39,21       |  |
| Votants        | Votants                       | Votants        | 39 678       | 61,77        | 39 050      | 60,79       |  |
| Blancs et nuls | Blancs et nuls                | Blancs et nuls | 1 382        | 3,48         | 4 439       | 11,37       |  |
| Exprimés       | Exprimés                      | Exprimés       | 38 296       | 96,52        | 34 611      | 88,63       |  |

#### Deuxième circonscription (Nice-Centre)
| Candidat       | Candidat                  | Parti             | Premier tour | Premier tour | Second tour | Second tour |  |
| Candidat       | Candidat                  | Parti             | Voix         | %            | Voix        | %           |  |
| -------------- | ------------------------- | ----------------- | ------------ | ------------ | ----------- | ----------- |  |
|                | Jacques Peyrat            | FN                | 13 439       | 31,16        | 18 963      | 48,42       |  |
|                | Christian Estrosi élu     | RPR (UPF)         | 12 168       | 28,21        | 20 197      | 51,58       |  |
|                | Patrick Mottard           | PS (ADFP)         | 6 399        | 14,84        |             |             |  |
|                | Geneviève Médecin-Assemat | Divers droite     | 4 160        | 9,65         |             |             |  |
|                | Guy Marimot               | Les Verts (EÉ)    | 2 521        | 5,85         |             |             |  |
|                | Sylviane Douhet           | PCF               | 2 274        | 5,27         |             |             |  |
|                | Françoise Nicaud          | LT-LNÉ            | 1 015        | 2,35         |             |             |  |
|                | Guy-Noël Tordo            | Divers écologiste | 639          | 1,48         |             |             |  |
|                | Pierre Chauliac           | Divers            | 307          | 0,71         |             |             |  |
|                | Marc Peigner              | PLN               | 206          | 0,48         |             |             |  |
|                |                           |                   |              |              |             |             |  |
| Inscrits       | Inscrits                  | Inscrits          | 70 535       | 100,00       | 70 615      | 100,00      |  |
| Abstentions    | Abstentions               | Abstentions       | 25 958       | 36,8         | 26 091      | 36,95       |  |
| Votants        | Votants                   | Votants           | 44 577       | 63,2         | 44 524      | 63,05       |  |
| Blancs et nuls | Blancs et nuls            | Blancs et nuls    | 1 449        | 3,25         | 5 364       | 12,05       |  |
| Exprimés       | Exprimés                  | Exprimés          | 43 128       | 96,75        | 39 160      | 87,95       |  |

#### Troisième circonscription (Nice-Nord)
| Candidat       | Candidat                  | Parti                      | Premier tour | Premier tour | Second tour | Second tour |  |
| Candidat       | Candidat                  | Parti                      | Voix         | %            | Voix        | %           |  |
| -------------- | ------------------------- | -------------------------- | ------------ | ------------ | ----------- | ----------- |  |
|                | Jean-Marie Le Pen         | FN                         | 12 602       | 27,49        | 17 458      | 42,06       |  |
|                | Rudy Salles sortant réélu | UDF (PR)                   | 9 183        | 20,03        | 24 046      | 57,94       |  |
|                | Bernard Asso              | RPR                        | 8 339        | 18,19        |             |             |  |
|                | Jean-Hugues Colonna       | PS (ADFP)                  | 6 943        | 15,15        |             |             |  |
|                | Louis Broch               | PCF                        | 4 217        | 9,2          |             |             |  |
|                | Denis Roman               | Les Verts (EÉ)             | 2 095        | 4,57         |             |             |  |
|                | Viviane Peizerat          | LT-LNÉ                     | 739          | 1,61         |             |             |  |
|                | Véronique Dedelley        | UÉD                        | 588          | 1,28         |             |             |  |
|                | James Deleuse             | Divers gauche (Maj. prés.) | 458          | 1            |             |             |  |
|                | Jean-Philippe Allenbach   | Divers                     | 219          | 0,48         |             |             |  |
|                | Robert Serbourse          | Divers                     | 146          | 0,32         |             |             |  |
|                | Jean-Pierre Malbert       | AP                         | 115          | 0,25         |             |             |  |
|                | Said Talaouanou           | Divers gauche (Maj. prés.) | 98           | 0,21         |             |             |  |
|                | Gérard Dariste            | PLN                        | 94           | 0,21         |             |             |  |
|                |                           |                            |              |              |             |             |  |
| Inscrits       | Inscrits                  | Inscrits                   | 73 399       | 100,00       | 73 399      | 100,00      |  |
| Abstentions    | Abstentions               | Abstentions                | 26 193       | 35,69        | 26 765      | 36,47       |  |
| Votants        | Votants                   | Votants                    | 47 206       | 64,31        | 46 634      | 63,53       |  |
| Blancs et nuls | Blancs et nuls            | Blancs et nuls             | 1 370        | 2,9          | 5 130       | 11          |  |
| Exprimés       | Exprimés                  | Exprimés                   | 45 836       | 97,1         | 41 504      | 89          |  |

#### Quatrième circonscription (Menton)
| Candidat       | Candidat                      | Parti                      | Premier tour | Premier tour | Second tour | Second tour |  |
| Candidat       | Candidat                      | Parti                      | Voix         | %            | Voix        | %           |  |
| -------------- | ----------------------------- | -------------------------- | ------------ | ------------ | ----------- | ----------- |  |
|                | Emmanuel Aubert sortant réélu | RPR                        | 13 369       | 29,64        | 17 876      | 43,52       |  |
|                | Jean-Claude Guibal            | UDF (CDS)                  | 9 182        | 20,36        | 13 511      | 32,9        |  |
|                | Gérard de Gubernatis          | FN                         | 9 077        | 20,12        | 9 684       | 23,58       |  |
|                | Michèle Mathieu               | PS (ADFP)                  | 5 254        | 11,65        |             |             |  |
|                | Charles Bellati               | PCF                        | 3 502        | 7,76         |             |             |  |
|                | Jacques Kraemer               | GÉ (EÉ)                    | 3 074        | 6,81         |             |             |  |
|                | Éliane Blum                   | LT-LNÉ                     | 1 301        | 2,88         |             |             |  |
|                | Patrick Ferruccio             | LCR                        | 348          | 0,77         |             |             |  |
|                | Azeddine Chouki               | Divers gauche (Maj. prés.) | 0            | 0            |             |             |  |
|                |                               |                            |              |              |             |             |  |
| Inscrits       | Inscrits                      | Inscrits                   | 70 562       | 100,00       | 70 513      | 100,00      |  |
| Abstentions    | Abstentions                   | Abstentions                | 23 750       | 33,66        | 24 545      | 34,81       |  |
| Votants        | Votants                       | Votants                    | 46 812       | 66,34        | 45 968      | 65,19       |  |
| Blancs et nuls | Blancs et nuls                | Blancs et nuls             | 1 705        | 3,64         | 4 897       | 10,65       |  |
| Exprimés       | Exprimés                      | Exprimés                   | 45 107       | 96,36        | 41 071      | 89,35       |  |

#### Cinquième circonscription (Nice-Montagne)
| Candidat       | Candidat             | Parti          | Premier tour | Premier tour | Second tour | Second tour |  |
| Candidat       | Candidat             | Parti          | Voix         | %            | Voix        | %           |  |
| -------------- | -------------------- | -------------- | ------------ | ------------ | ----------- | ----------- |  |
|                | Gaston Franco élu    | RPR            | 12 716       | 24,61        | 24 093      | 58,9        |  |
|                | Pierre Gerbal        | FN             | 10 321       | 19,97        | 16 814      | 41,1        |  |
|                | Jean Icart           | UDF (PR)       | 9 572        | 18,52        |             |             |  |
|                | Louis Fiori          | PCF            | 7 293        | 14,11        |             |             |  |
|                | Paul Cuturello       | PS (ADFP)      | 5 532        | 10,7         |             |             |  |
|                | Pierre-Loup Mazerand | Les Verts (EÉ) | 3 355        | 6,49         |             |             |  |
|                | Jeanne Fargeot       | LT-LNÉ         | 1 680        | 3,25         |             |             |  |
|                | Jean Guillon         | diss. UDF      | 1 208        | 2,34         |             |             |  |
|                |                      |                |              |              |             |             |  |
| Inscrits       | Inscrits             | Inscrits       | 79 071       | 100,00       | 78 457      | 100,00      |  |
| Abstentions    | Abstentions          | Abstentions    | 25 312       | 32,01        | 27 642      | 35,23       |  |
| Votants        | Votants              | Votants        | 53 759       | 67,99        | 50 815      | 64,77       |  |
| Blancs et nuls | Blancs et nuls       | Blancs et nuls | 2 082        | 3,87         | 9 908       | 19,5        |  |
| Exprimés       | Exprimés             | Exprimés       | 51 677       | 96,13        | 40 907      | 80,5        |  |

#### Sixième circonscription (Cagnes-sur-Mer)
| Candidat       | Candidat                         | Parti                | Premier tour | Premier tour | Second tour | Second tour |  |
| Candidat       | Candidat                         | Parti                | Voix         | %            | Voix        | %           |  |
| -------------- | -------------------------------- | -------------------- | ------------ | ------------ | ----------- | ----------- |  |
|                | Suzanne Sauvaigo sortante réélue | RPR (UPF)            | 23 361       | 42,3         | 30 529      | 66,62       |  |
|                | Jean-Paul Ripoll                 | FN                   | 12 028       | 21,78        | 15 299      | 33,38       |  |
|                | Pierre-Marie Vidal               | Divers gauche (ADFP) | 6 512        | 11,79        |             |             |  |
|                | Marius Papi                      | PCF                  | 5 393        | 9,76         |             |             |  |
|                | Maurice Barbet                   | Les Verts (EÉ)       | 4 229        | 7,66         |             |             |  |
|                | Noël Perna                       | Divers               | 2 079        | 3,76         |             |             |  |
|                | Marie-Louise Viallon             | Divers               | 829          | 1,5          |             |             |  |
|                | Henri Le Guillou                 | AP                   | 801          | 1,45         |             |             |  |
|                |                                  |                      |              |              |             |             |  |
| Inscrits       | Inscrits                         | Inscrits             | 84 640       | 100,00       | 84 640      | 100,00      |  |
| Abstentions    | Abstentions                      | Abstentions          | 27 259       | 32,21        | 30 886      | 36,49       |  |
| Votants        | Votants                          | Votants              | 57 381       | 67,79        | 53 754      | 63,51       |  |
| Blancs et nuls | Blancs et nuls                   | Blancs et nuls       | 2 149        | 3,75         | 7 926       | 14,74       |  |
| Exprimés       | Exprimés                         | Exprimés             | 55 232       | 96,25        | 45 828      | 85,26       |  |

#### Septième circonscription (Antibes)
| Candidat       | Candidat                   | Parti                      | Premier tour | Premier tour | Second tour | Second tour |  |
| Candidat       | Candidat                   | Parti                      | Voix         | %            | Voix        | %           |  |
| -------------- | -------------------------- | -------------------------- | ------------ | ------------ | ----------- | ----------- |  |
|                | Pierre Merli sortant réélu | UDF (Rad)                  | 23 477       | 43,79        | 30 278      | 64,75       |  |
|                | Robert Crépin              | FN                         | 13 134       | 24,5         | 16 483      | 35,25       |  |
|                | Marc Daunis                | PS (ADFP)                  | 4 925        | 9,19         |             |             |  |
|                | Pascal Marquès             | Les Verts (EÉ)             | 4 283        | 7,99         |             |             |  |
|                | Gérard Piel                | PCF                        | 2 935        | 5,47         |             |             |  |
|                | Claude Ammirati            | Divers gauche (Maj. prés.) | 1 964        | 3,66         |             |             |  |
|                | Yvette Huver               | LT-LNÉ                     | 1 048        | 1,95         |             |             |  |
|                | Maurice Gillard            | Divers écologiste          | 944          | 1,76         |             |             |  |
|                | Alain Pruvost              | MDC                        | 587          | 1,09         |             |             |  |
|                | Michelle Roy               | PLN                        | 201          | 0,37         |             |             |  |
|                | Abdelkrim Bourekab         | Divers gauche (Maj. prés.) | 120          | 0,22         |             |             |  |
|                |                            |                            |              |              |             |             |  |
| Inscrits       | Inscrits                   | Inscrits                   | 83 351       | 100,00       | 83 349      | 100,00      |  |
| Abstentions    | Abstentions                | Abstentions                | 27 247       | 32,69        | 30 083      | 36,09       |  |
| Votants        | Votants                    | Votants                    | 56 104       | 67,31        | 53 266      | 63,91       |  |
| Blancs et nuls | Blancs et nuls             | Blancs et nuls             | 2 486        | 4,43         | 6 505       | 12,21       |  |
| Exprimés       | Exprimés                   | Exprimés                   | 53 618       | 95,57        | 46 761      | 87,79       |  |

#### Huitième circonscription (Cannes)
| Candidat       | Candidat                      | Parti             | Premier tour | Premier tour | Second tour | Second tour |  |
| Candidat       | Candidat                      | Parti             | Voix         | %            | Voix        | %           |  |
| -------------- | ----------------------------- | ----------------- | ------------ | ------------ | ----------- | ----------- |  |
|                | Michel Mouillot               | diss. UDF         | 13 281       | 32,11        | 19 549      | 48,78       |  |
|                | Louise Moreau sortante réélue | UDF (AD)          | 12 337       | 29,83        | 20 525      | 51,22       |  |
|                | Albert Peyron                 | FN                | 7 948        | 19,22        | Retrait     | Retrait     |  |
|                | Jean-Patrick Léocard          | PS (ADFP)         | 2 639        | 6,38         |             |             |  |
|                | Nadia Loury                   | GÉ (EÉ)           | 1 690        | 4,09         |             |             |  |
|                | Ghislaine Picot               | PCF               | 1 618        | 3,91         |             |             |  |
|                | Paul Vogel                    | Divers écologiste | 885          | 2,14         |             |             |  |
|                | Yvan Angelac                  | LT-LNÉ            | 701          | 1,7          |             |             |  |
|                | Michel Brun                   | Divers droite     | 257          | 0,62         |             |             |  |
|                |                               |                   |              |              |             |             |  |
| Inscrits       | Inscrits                      | Inscrits          | 59 901       | 100,00       | 59 901      | 100,00      |  |
| Abstentions    | Abstentions                   | Abstentions       | 17 523       | 29,25        | 16 820      | 28,08       |  |
| Votants        | Votants                       | Votants           | 42 378       | 70,75        | 43 081      | 71,92       |  |
| Blancs et nuls | Blancs et nuls                | Blancs et nuls    | 1 022        | 2,41         | 3 007       | 6,98        |  |
| Exprimés       | Exprimés                      | Exprimés          | 41 356       | 97,59        | 40 074      | 93,02       |  |

#### Neuvième circonscription (Grasse)
| Candidat       | Candidat                      | Parti          | Premier tour | Premier tour | Second tour | Second tour |  |
| Candidat       | Candidat                      | Parti          | Voix         | %            | Voix        | %           |  |
| -------------- | ----------------------------- | -------------- | ------------ | ------------ | ----------- | ----------- |  |
|                | Pierre Bachelet sortant réélu | RPR (UPF)      | 24 905       | 45,2         | 32 233      | 69,72       |  |
|                | Pierre Pauvert                | FN             | 11 242       | 20,4         | 13 997      | 30,28       |  |
|                | Antoine Labeyrie              | GÉ (EÉ)        | 5 504        | 9,99         |             |             |  |
|                | José Soria                    | PS (ADFP)      | 5 014        | 9,1          |             |             |  |
|                | Paul Euzière                  | PCF            | 3 597        | 6,53         |             |             |  |
|                | Henri-Philippe Goby           | Divers droite  | 1 896        | 3,44         |             |             |  |
|                | Hélène Rubio                  | LT-LNÉ         | 1 523        | 2,76         |             |             |  |
|                | Marcel Magagnosc              | SÉGA           | 1 410        | 2,56         |             |             |  |
|                |                               |                |              |              |             |             |  |
| Inscrits       | Inscrits                      | Inscrits       | 86 473       | 100,00       | 86 473      | 100,00      |  |
| Abstentions    | Abstentions                   | Abstentions    | 29 183       | 33,75        | 32 394      | 37,46       |  |
| Votants        | Votants                       | Votants        | 57 290       | 66,25        | 54 079      | 62,54       |  |
| Blancs et nuls | Blancs et nuls                | Blancs et nuls | 2 199        | 3,84         | 7 849       | 14,51       |  |
| Exprimés       | Exprimés                      | Exprimés       | 55 091       | 96,16        | 46 230      | 85,49       |  |